# Maik Machulla
Maik Machulla (* 9. Januar 1977 in Greifswald) ist ein deutscher Handballtrainer. Als aktiver Handballspieler wurde er überwiegend auf der Position Rückraum Mitte eingesetzt. Seit der Saison 2025/26 ist er Cheftrainer bei den Rhein-Neckar Löwen in der Bundesliga.

## Karriere

### Spieler und -trainer
Der gelernte Kfz-Mechaniker begann seine Karriere in der Jugend bei Einheit Halle-Neustadt und der Sportschule Halle. 1991 ging er mit 14 Jahren in das Internat vom SC Magdeburg und blieb im Verein bis zum Jahr 2002. Mit dem SCM wurde er 2001 Deutscher Meister, zum zweiten Mal nach 1999 EHF-Pokalsieger, DHB-Supercup-Sieger und Vereins-Europameister. Auch beim Champions-League-Sieg 2002 gehörte er noch zum Kader, der in dieser Zeit von Alfreð Gíslason trainiert wurde.
Nachdem er Ende 2001 vom SCM an die SG Hameln ausgeliehen worden war, wechselte er zur Saison 2002/03 dann zur HSG Nordhorn, wo er bis zum Sommer 2010 aktiv war. Höherpunkt dieser Phase war der Gewinn des EHF-Pokals 2008. Nach dem insolvenzbedingten Zwangsabstieg im Jahr 2009 bildete er in der Saison 2009/10 zusammen mit Heiner Bültmann das Trainergespann der HSG. Machulla stand dabei seinem Team auch als Spieler zur Verfügung und wurde mit 245 Toren Torschützenkönig der 2. Handball-Bundesliga. 
In der Saison 2010/11 spielte Machulla bei der HSG Ahlen-Hamm. Nachdem sich die HSG aufgelöst hatte, blieb er beim Lizenzinhaber ASV Hamm-Westfalen und war dort zunächst, wie in Nordhorn, Spielertrainer. Ab Ende Oktober 2011 war er nur noch als Spieler aktiv und wurde auf der Trainerposition von Manager Kay Rothenpieler ersetzt.
Seit dem Sommer 2012 lief der Rückraumspieler für den Bundesligisten SG Flensburg-Handewitt auf, assistierte aber hauptsächlich Cheftrainer Ljubomir Vranjes. Nach der Saison 2013/14 beendete er seine Spielerkarriere, bleibt aber als Co-Trainer bei der SG. In dieser letzten Saison gewann er mit den Flensburgern die Champions-League. Als im Februar 2015 insgesamt acht Spieler der SG Flensburg-Handewitt ausfielen, gab er sein Comeback als Spieler und gewann den DHB-Pokal 2015.

### Nationalmannschaft
Für die deutsche Nationalmannschaft bestritt er 12 Länderspiele.

### Trainer
Ab Sommer 2017 war Machulla als Nachfolger von Ljubomir Vranjes Cheftrainer der SG Flensburg-Handewitt, mit der er in der Saison 2017/18 sowie 2018/19 die Deutsche Meisterschaft gewann. Sein Vertrag wurde im Oktober 2021 vorzeitig bis zum Ende der Saison 2025/26 verlängert. Nachdem im April 2023 innerhalb kürzester Zeit das DHB-Pokal-Finale (31:38 gegen die Rhein-Neckar Löwen) und auch das European-League-Final 4 verpasst wurde, trennte sich die SG Flensburg-Handewitt am 24. April 2023, einen Tag nach einer 19:29-Niederlage im Nordderby gegen den THW Kiel, von Machulla. Er trainierte zwischen Juli 2024 und November 2024 den dänischen Erstligisten Aalborg Håndbold. Machulla wurde zum 1. Juli 2025 neuer Cheftrainer der Rhein-Neckar Löwen.

## Erfolge

### Als Spieler

#### SC Magdeburg Gladiators
- Deutscher Meister 2001
- DHB-Supercup 2001
- Vereins-EM-Sieger 2001
- EHF Champions League 2002
- EHF-Pokal 1999 und 2001

#### HSG Nordhorn
- EHF-Pokal 2008

#### SG Flensburg-Handewitt
- DHB-Supercup 2013
- EHF Champions League 2014
- DHB-Pokal 2015

### Als Trainer

#### SG Flensburg-Handewitt
- Deutscher Meister 2018 und 2019
- DHB-Supercup 2019
- Deutscher Vize-Meister 2020 und 2021

#### Aalborg Håndbold
- Dänischer Supercup 2024

## Bundesligabilanz
| Saison    | Verein                 | Spielklasse   | Spiele | Tore  | 7-Meter | Feldtore |
| --------- | ---------------------- | ------------- | ------ | ----- | ------- | -------- |
| 1997/98   | SC Magdeburg           | Bundesliga    | ?      | ?     | ?       | ?        |
| 1998/99   | SC Magdeburg           | Bundesliga    | 13     | 18    | 0       | 18       |
| 1999/00   | SC Magdeburg           | Bundesliga    | 21     | 30    | 0       | 30       |
| 2000/01   | SC Magdeburg           | Bundesliga    | 30     | 44    | 0       | 44       |
| 2001/02   | SC Magdeburg           | Bundesliga    | 13     | 11    | 0       | 11       |
| 2001/02   | SG Hameln              | Bundesliga    | 19     | 83    | 1       | 82       |
| 2002/03   | HSG Nordhorn           | Bundesliga    | 34     | 110   | 0       | 110      |
| 2003/04   | HSG Nordhorn           | Bundesliga    | 28     | 83    | 15      | 68       |
| 2004/05   | HSG Nordhorn           | Bundesliga    | 34     | 85    | 24      | 61       |
| 2005/06   | HSG Nordhorn           | Bundesliga    | 33     | 111   | 29      | 82       |
| 2006/07   | HSG Nordhorn           | Bundesliga    | 23     | 52    | 0       | 52       |
| 2007/08   | HSG Nordhorn           | Bundesliga    | 31     | 67    | 0       | 67       |
| 2008/09   | HSG Nordhorn           | Bundesliga    | 19     | 27    | 0       | 27       |
| 2009/10   | HSG Nordhorn           | 2. Bundesliga | 32     | 245   | 80      | 165      |
| 2010/11   | HSG Ahlen-Hamm         | Bundesliga    | 30     | 52    | 0       | 52       |
| 2011/12   | ASV Hamm-Westfalen     | 2. Bundesliga | 26     | 59    | 0       | 59       |
| 2012/13   | SG Flensburg-Handewitt | Bundesliga    | 25     | 6     | 0       | 6        |
| 2013/14   | SG Flensburg-Handewitt | Bundesliga    | 0      | 0     | 0       | 0        |
| 2014/15   | SG Flensburg-Handewitt | Bundesliga    | 5      | 4     | 0       | 4        |
| 1997–2015 | gesamt                 | gesamt        | >416   | >1087 | >149    | >938     |

aus HBL-Spielerstatistik